# Angraecum coutrixii
Angraecum coutrixii är en orkidéart som beskrevs av Jean Marie Bosser. Angraecum coutrixii ingår i släktet Angraecum och familjen orkidéer. Inga underarter finns listade i Catalogue of Life.